# Риддархусторгет
Риддархусторгет (Площадь Рыцарского дома, или Площадь Дворянского собрания; швед. Riddarhustorget) — городская площадь в Гамла-Стане («старом городе») в центре Стокгольма (Швеция). Была названа по расположенному здесь дворца Дворянского собрания.
Нынешняя площадь, в основном стала крупной транспортной развязкой центра Стокгольма, ведущей на улицу Мункброледен и мост Васаброн. Она окружена старыми дворцами, в которых располагались скромные, но открытые государственные учреждения. В настоящее время это лишь слабые отголоски того, что когда-то было центром шведской политики: дворец шведской знати, стоящий лицом к лицу с зарождающейся либеральной прессой, на фоне идиллического восточного канала.

## История

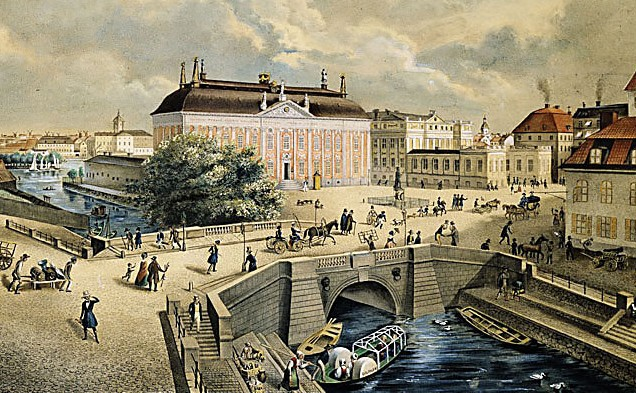
Площадь в 1841 году.

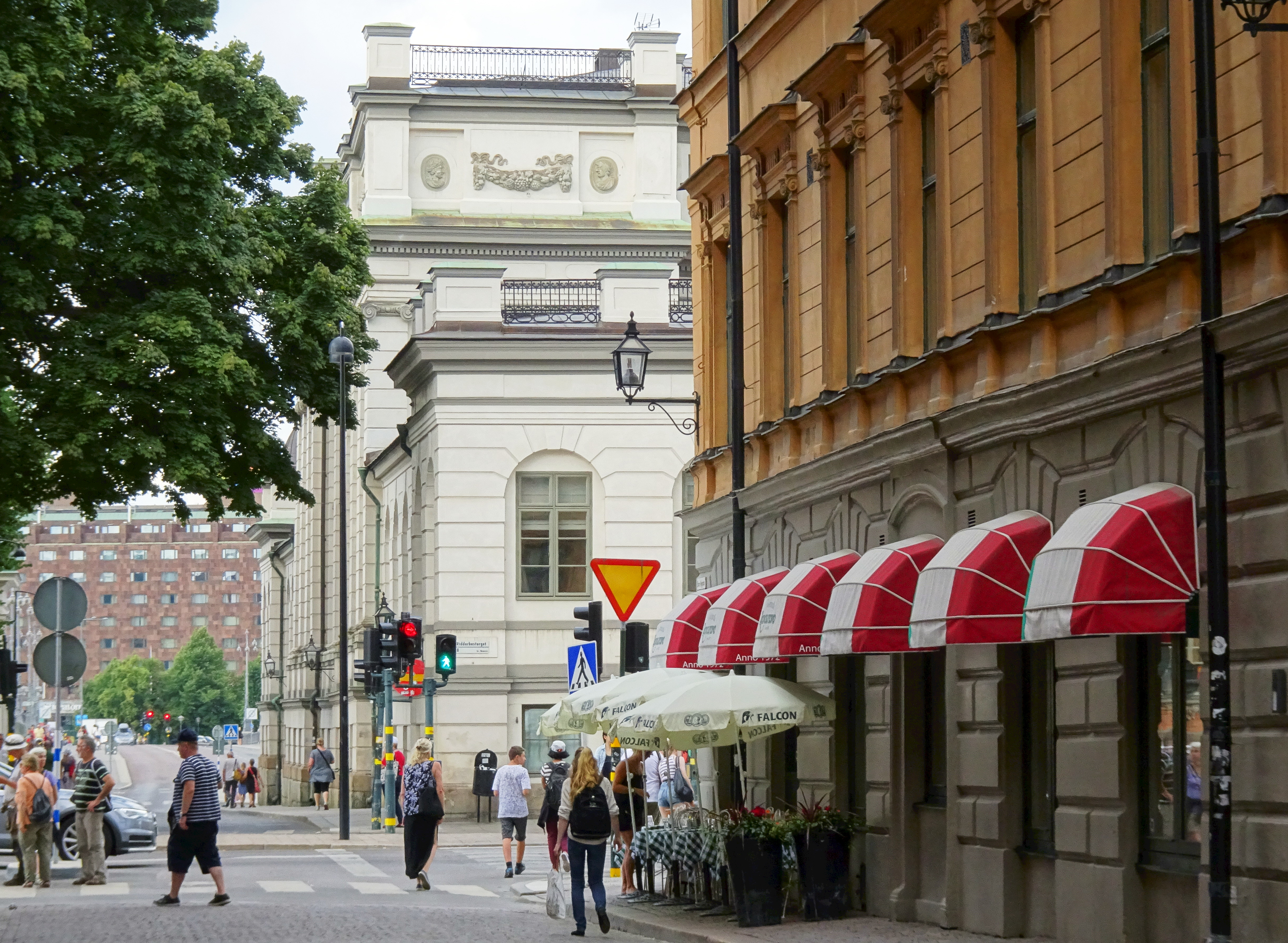
Улица Стора Нюгатан и Риддархусторгет

Площадь, возникшая в результате перепланировки западной части города в начале XVII века, впервые упоминается в исторических источниках как Riddare huuss platzen («Пространство рыцарского дома», 1641) и Riddarehuus Torget (1662). В 1765 году дворянство решило передать городу южную часть своего участка для расширения открытого пространства перед дворцом и установило в его центре статую короля Густава I Вазы. При перепланировке площади в 1914—1916 годах статуя была перенесена на её нынешнее место, непосредственно перед дворцом.
В связи с ростом транспортной нагрузки в начале XX века было выдвинуто более 20 проектов строительства длинного моста через центр Стокгольма через весь Старый город (Гамла Стан). Обсуждения, проходившие в 1930 году, привели к временному решению, которое клиенты назвали Slingerbultsleden («Маршрут уклонения»), предусматривающему движение транспорта на север вокруг Риддархусторгет по двум мостам, ведущим к Риддархольмену и обратно. К концу 1950-х годов было завершено строительство южного моста, являющегося частью нынешнего, более постоянного проекта — Центрального моста, а несколько лет спустя — и его северного продолжения.

## Описание
С западной стороны площади открывается живописный вид на мост Риддархольмсброн, простирающийся через Риддархольмский канал и автомагистраль Сентральбронь, ведущую к островку Риддархольмен, а также на некоторые известные здания, включая Церковь Риддархольмена и несколько дворцов. С восточной стороны улица Мюнтгатан проходит между аркадами двух зданий парламента — Канслихусета («Дом канцелярии») и Канслихусаннексета («Пристройка к зданию канцелярии») — и ведёт к площади Мюнтторгет. С южной стороны площади Риддархусторгет аллея Сторкюркобринкен ведёт к Церкви Святого Николая и Королевскому дворцу, улица Стора Нюгатан проходит через западную часть старого города, а улица Мункбрёледен ведёт вдоль западной набережной мимо соседней площади Мункброн. К северу от площади аллеи Родхусгранд и Риддархусгранд соединяются с чугунным мостом Вазаброн, построенным в 1870-х годах. На площади расположены Дворянское собрание, Дворец Бонде и Дворец Рюнинга.

## Галерея

Дворцы площади
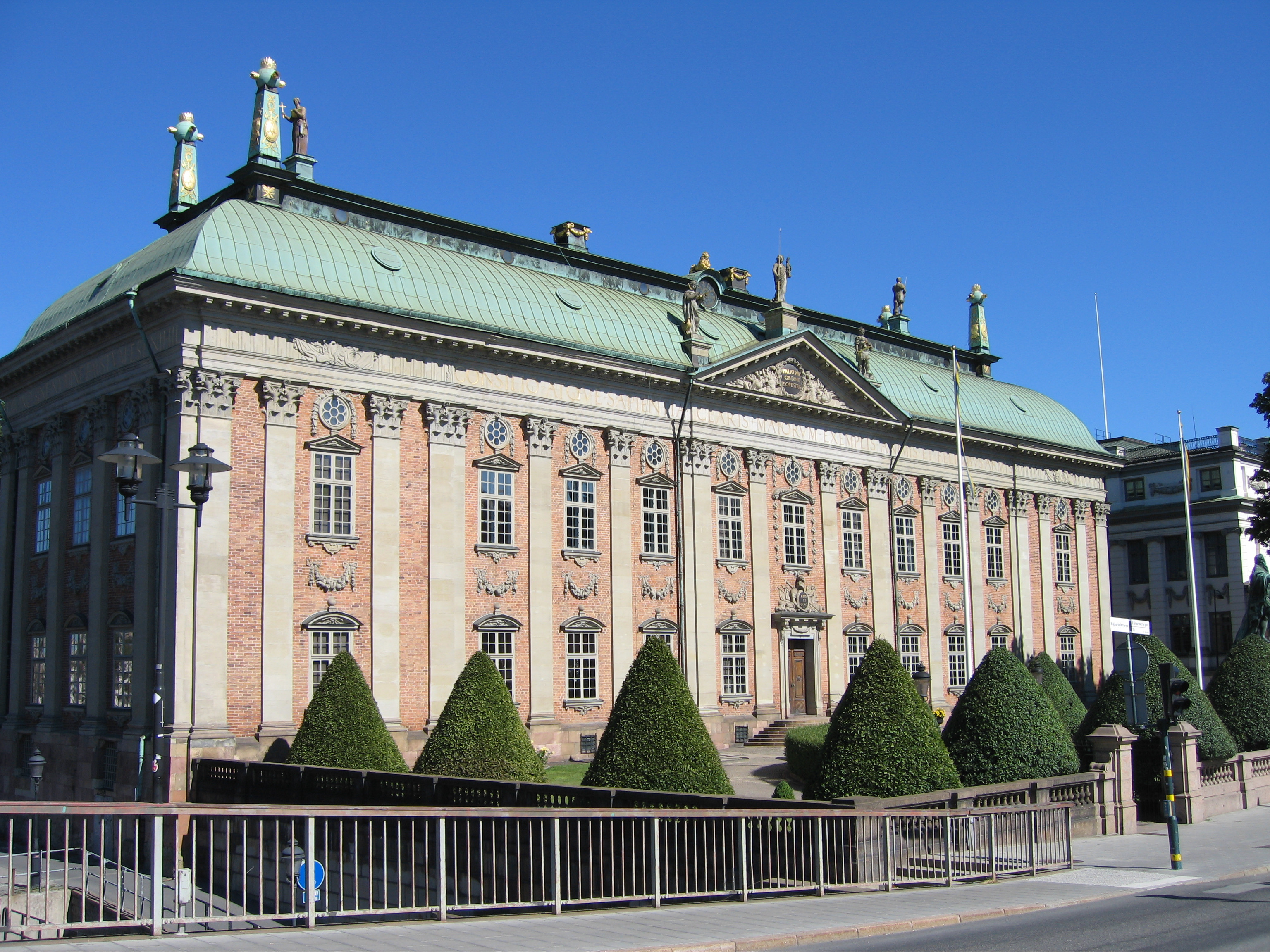
Здание Дворянского собрания
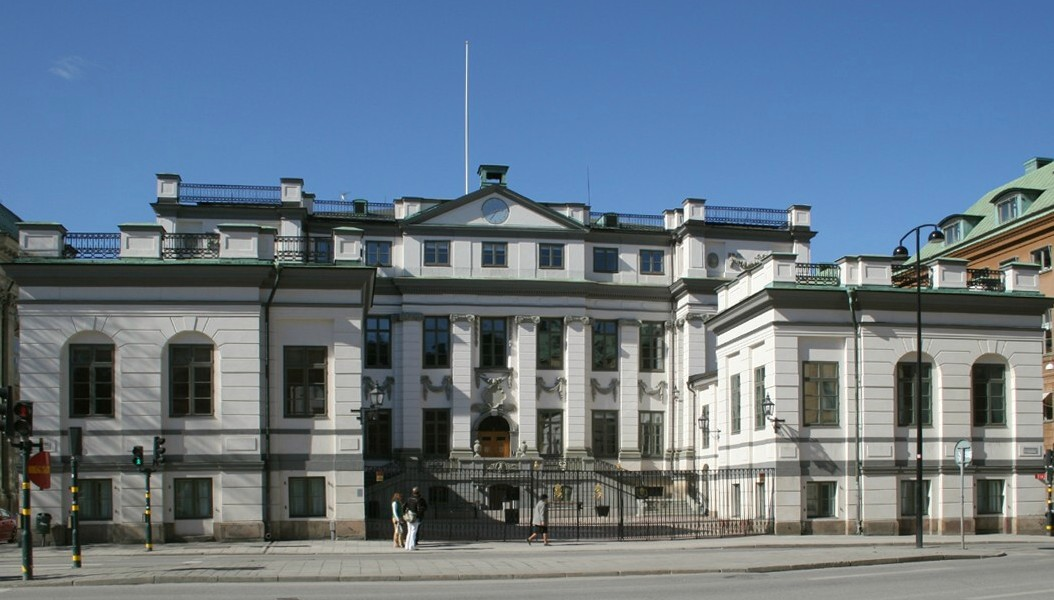
Дворец Бонде
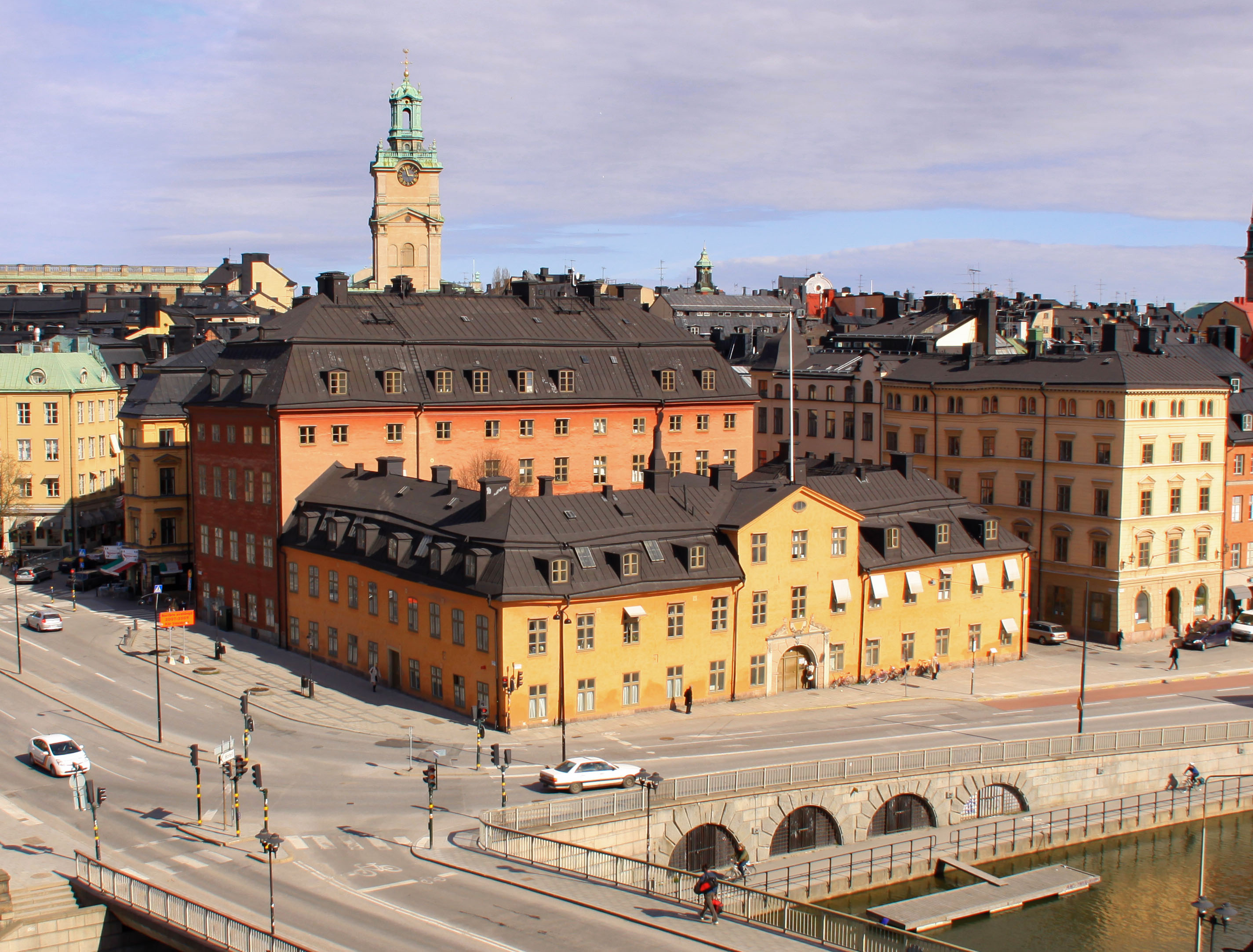
Вид на Дворец Рюнинга